# So trolln wir uns

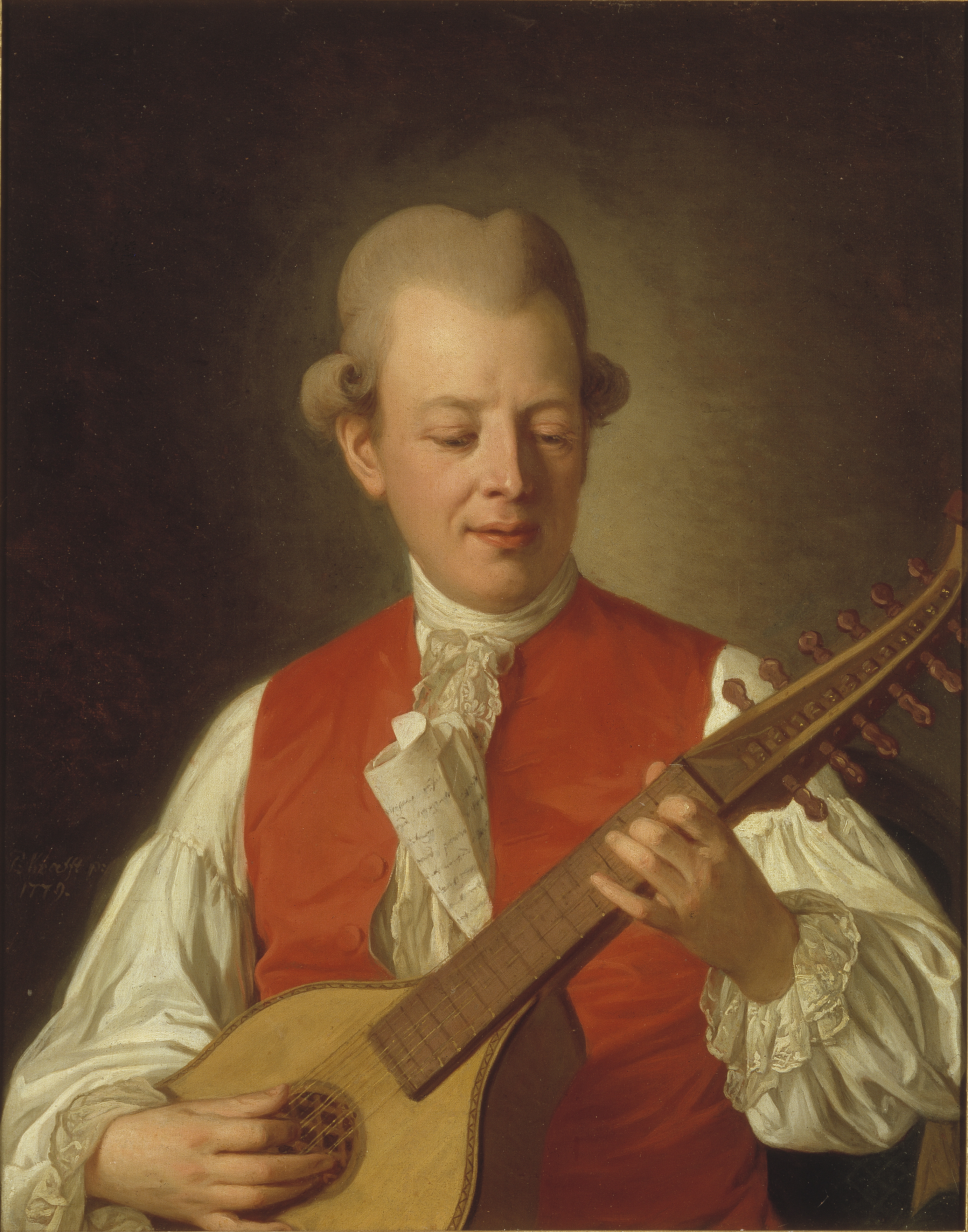
Carl Michael Bellman, Gemälde von Per Krafft d. Ä., 1779 (Nationale Porträtgalerie, Schloss Gripsholm)

So trolln wir uns ist ein Lied über den Tod. Der Originaltext stammt von Carl Michael Bellman, die Übersetzung von Carl Zuckmayer. Vertont wurde es von Johann Gottlieb Naumann.

## Entstehung
Carl-Michael Bellmans Lied erschien unter dem Titel Måltids-Sång (Tischlied: Så lunka vi så småningom) als Nummer 21 in der Liedersammlung „Fredmans Sång“. Naumann vertonte es 1786 für seine Oper Gustaf Wasa. Zuckmayer übersetzte es für sein 1938 uraufgeführtes Drama Bellman (Schauspiel in drei Akten).

## Inhalt
Der Abschied von der Trinkgesellschaft wird zum Abschied vom Leben. Der Tod wird mit Stundenglas und Sarganfertigung symbolisiert. Ob großer Herr oder eifersüchtiger Liebhaber, am Ende sind sie alle gleich. Mit „á la vot“ (von „á la votre“: zum Wohl) wird auf den Tod angestoßen und mit dem Trinken das Sterben erleichtert.

## Aufbau
Die drei Strophen bestehen aus jeweils acht Versen aus vierhebigen Jamben und stumpfen Kreuzreimen. Der Refrain mit vier Versen besteht aus vierhebigen Jamben mit stumpfen Paarreimen.

## Musik
Das Lied im Viervierteltakt verwendet neben den drei Dur-Akkorden auch alle drei Parallelakkorde. Die Strophe steht fast durchgängig in Viertelnoten mit zwei Punktierungen. Zu Beginn des Refrains kommen Achtelnoten hinzu, die dann den Großteil dessen ausmachen. Dabei werden die beiden letzten Takte häufig mit ritardando gespielt. Die Melodie beginnt mit einem Quartsprung und hat den Umfang einer Undezime.

## Aufnahmen (Auswahl)
- 1975: Hannes Wader auf Volkssänger[3]
- 1977: Klaus Hoffmann auf Ich will Gesang, will Spiel und Tanz – Live[4]
- 1996: Hannes Wader und Reinhard Mey bei den „Songs an einem Sommerabend 1996“[5]
- 1996: Hannes Wader auf Liebe, Schnaps, Tod – Wader singt Bellman (mit Reinhard Mey und Klaus Hoffmann)[6]
- 2003: Mey, Wader, Wecker – das Konzert[7]
- 2005: Fredl Fesl als Schwedenlied auf der CD „Fußball-Lied und andere Erfolge“ (live)[8][9]